# Летер
Лете́р (фр. Lesterps) — коммуна во Франции, находится в регионе Пуату — Шаранта. Департамент — Шаранта. Входит в состав кантона Конфолан-Сюд. Округ коммуны — Конфолан.
Код INSEE коммуны — 16182.
Коммуна расположена приблизительно в 340 км к югу от Парижа, в 75 км юго-восточнее Пуатье, в 65 км к северо-востоку от Ангулема.

## Население
Население коммуны на 2008 год составляло 484 человека.
| 1962 | 1968 | 1975 | 1982 | 1990 | 1999 | 2008 |
| ---- | ---- | ---- | ---- | ---- | ---- | ---- |
| 801  | 754  | 623  | 557  | 560  | 594  | 484  |

## Администрация
| Период | Период | Фамилия      | Партия       | Примечания             |
| ------ | ------ | ------------ | ------------ | ---------------------- |
| 2001   | 2011   | Жак Тибо     | Разные левые | полицейский в отставке |
| 2011   | 2014   | Робер Тиссёй |              |                        |

## Экономика
В 2007 году среди 285 человек в трудоспособном возрасте (15—64 лет) 197 были экономически активными, 88 — неактивными (показатель активности — 69,1 %, в 1999 году было 63,0 %). Из 197 активных работали 173 человека (103 мужчины и 70 женщин), безработных было 24 (8 мужчин и 16 женщин). Среди 88 неактивных 16 человек были учениками или студентами, 33 — пенсионерами, 39 были неактивными по другим причинам.

## Достопримечательности
- Монастырская церковь Сен-Пьер (XII век). Исторический памятник с 1862 года[3]
- Феодальный замок-мотт. Высота — 10 м, ширина — 26 м. Расположен в местности под названием Доньон[4]
- Старый бревенчатый дом XIII века, восстановленный коммуной. В нём расположены выставка, посвящённая истории аббатства, выставка работ местных художников и музей роботов.

## Фотогалерея

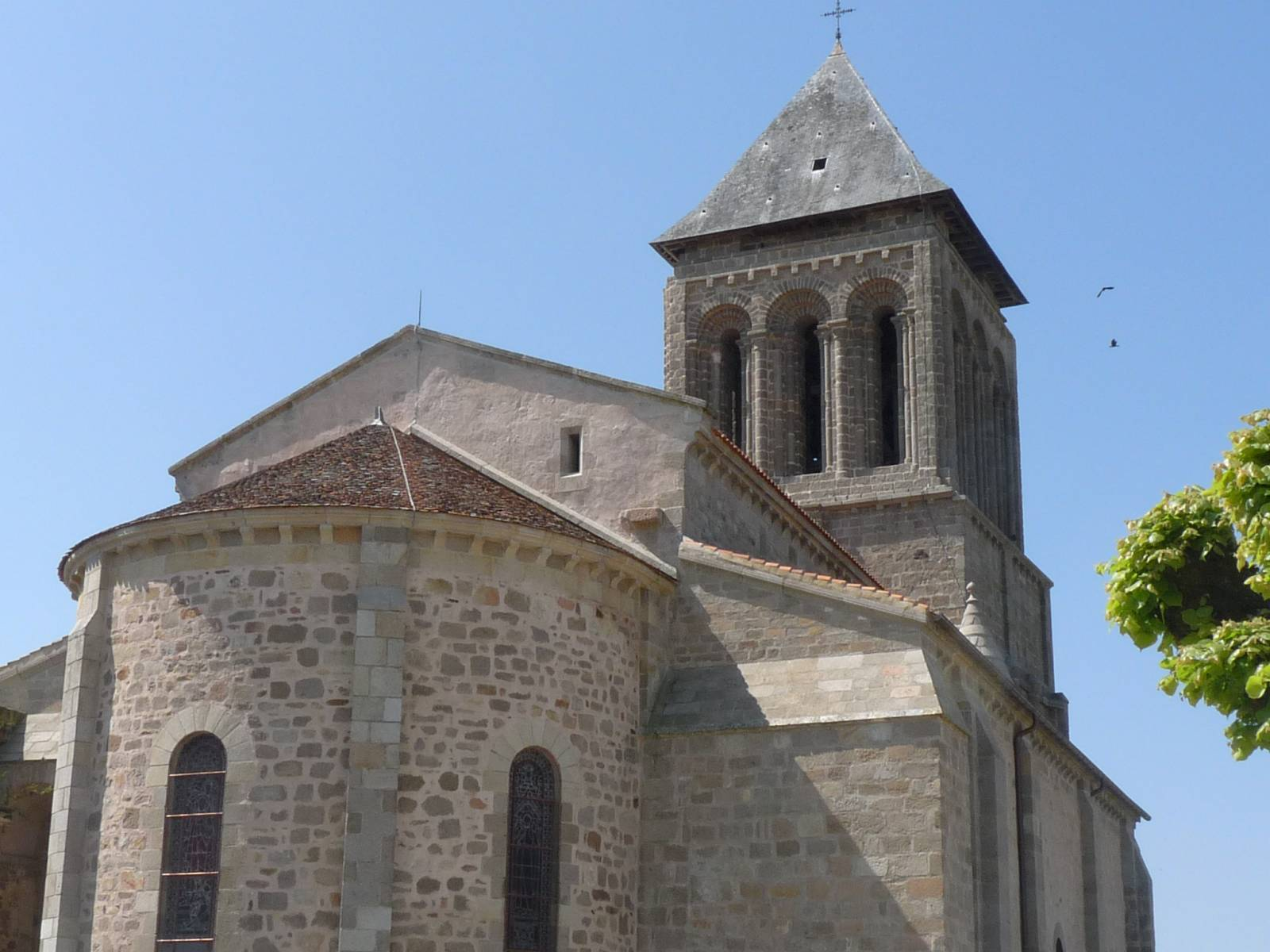
Церковь Сен-Пьер
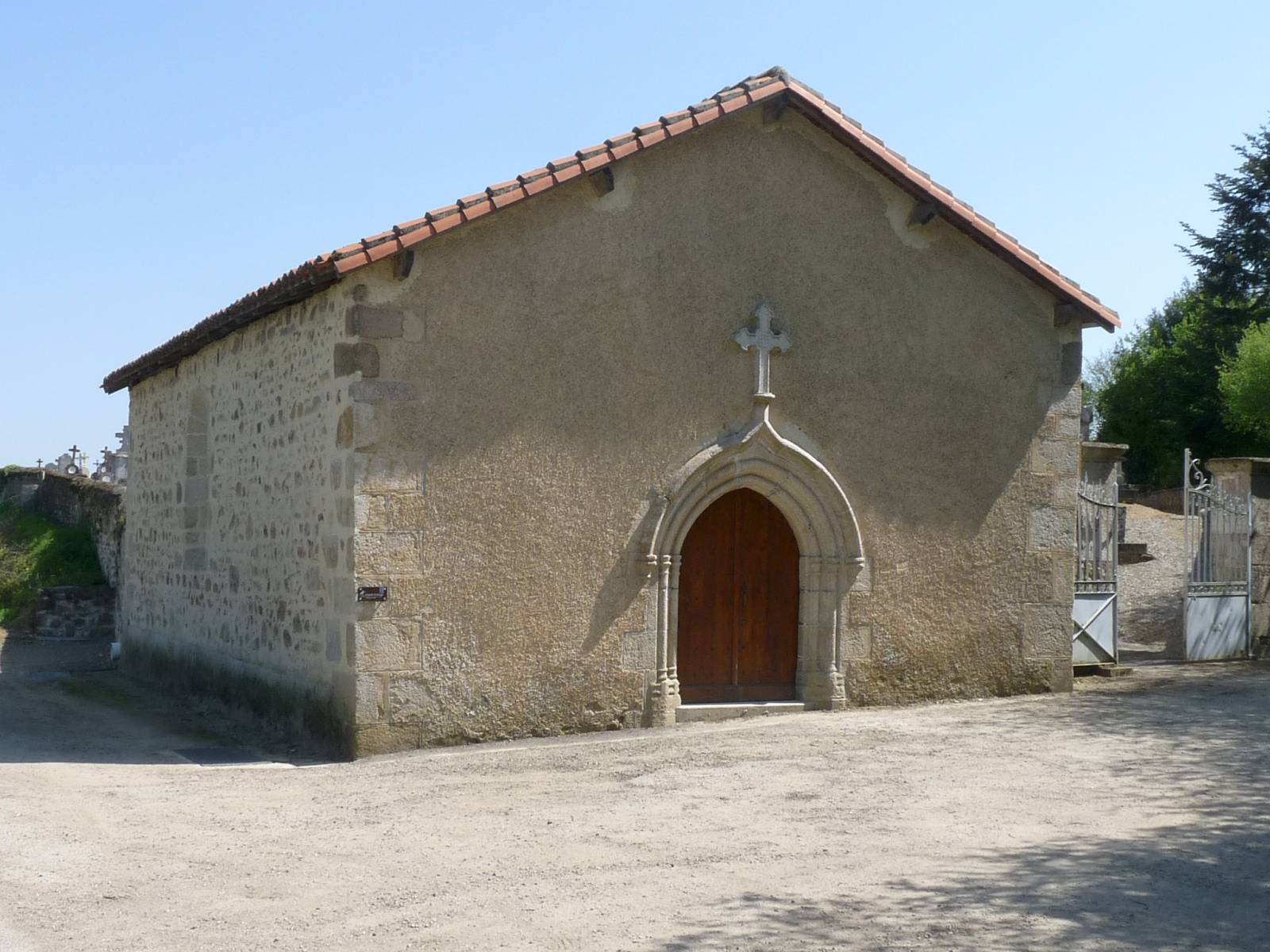
Часовня
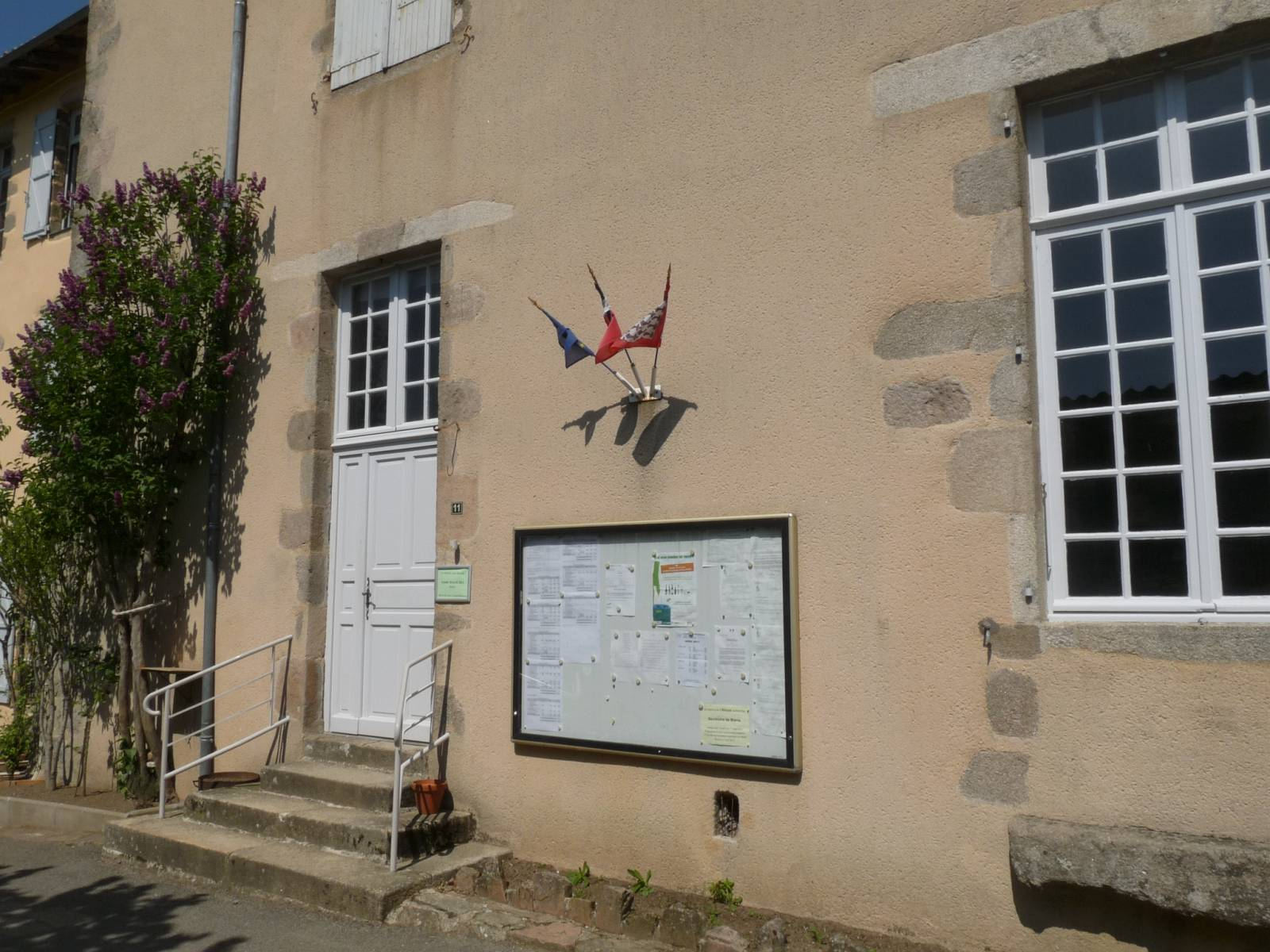
Мэрия
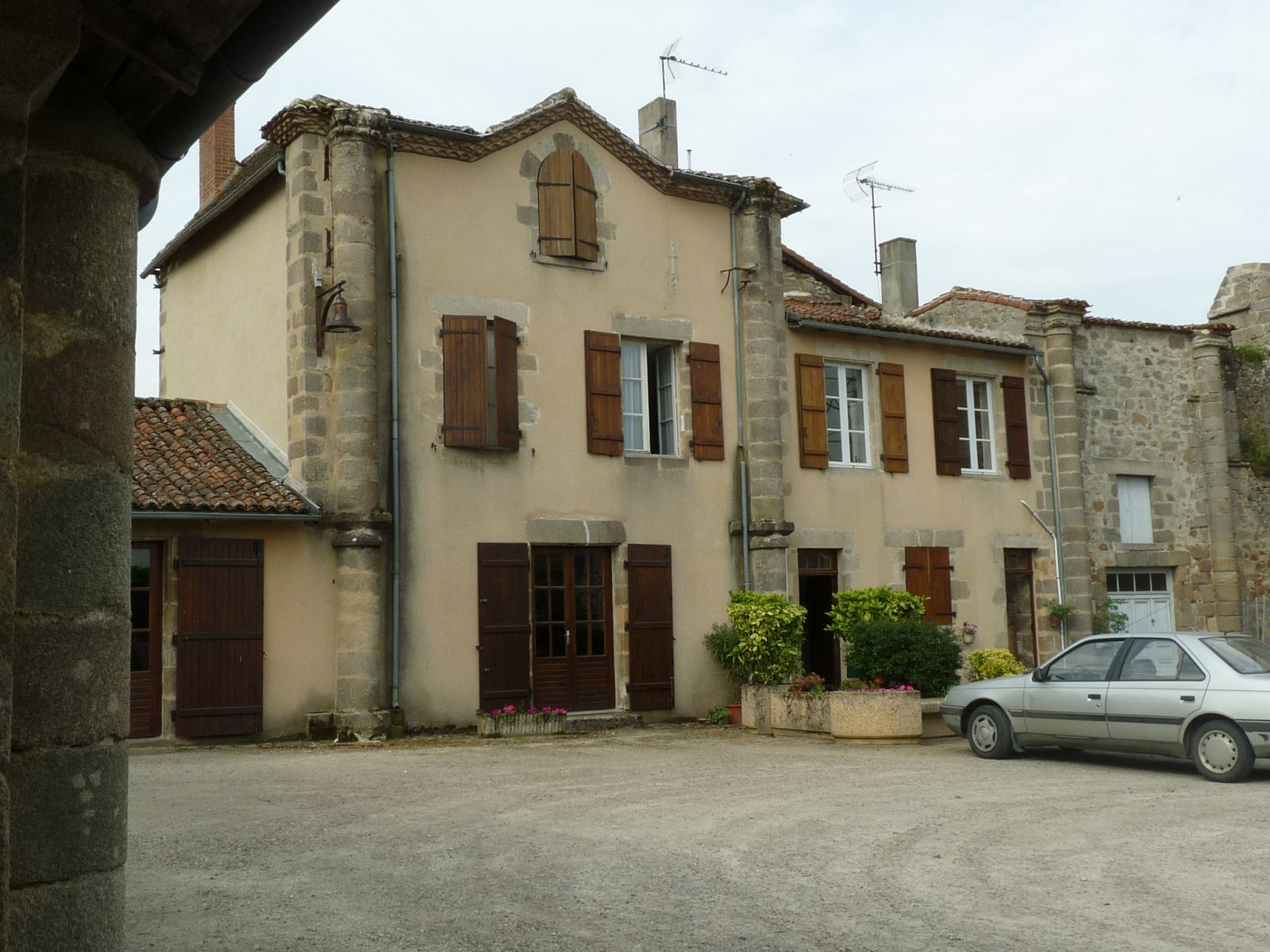
Церковная площадь